# Arne Hardenberg
Arne Hardenberg (* 28. November 1973 in Nuuk) ist ein ehemaliger grönländischer Skirennläufer.

## Leben und Karriere
Arne Hardenberg war von 1991 bis 2001 professioneller Skirennläufer. Er startete im Alpinen Skiweltcup von 1997 bis 2000 bei insgesamt vier Rennen, konnte jedoch keines beenden. Zwischen 1993 und 2001 nahm er an insgesamt fünf Alpinen Skiweltmeisterschaften teil. Bei den Olympischen Winterspielen 1998 in Nagano startete er im Slalomrennen und in der Alpinen Kombination, konnte jedoch beide Male keine Platzierung erzielen.
Arne Hardenberg nahm am Arctic Circle Race teil. Er war von 2002 bis 2003 Trainer des dänischen Skiteams und in den folgenden fünf Jahren in gleicher Position beim grönländischen Skiverband tätig. Hardenberg war von 2001 bis 2012 beim Dänischen Skiverband Ausbilder für deren Skilehrer. Er arbeitete als Manager für zwei der größten Sportgeschäfte in Grönland. Gemeinsam mit seiner Frau Christina und vier Kindern lebt er in Sisimiut und betreibt mit seiner Frau seit 2015 das Unternehmen Greenland Extreme, das Heliskiing auf der Diskoinsel betreibt.
Sein Bruder ist der Beamte Svend Hardenberg (* 1969). Er war früher verheiratet mit der Archäologin Mari Kleist (* 1974).

## Karriere

### Olympische Winterspiele
- Nagano 1998: DNF Slalom, DNF Kombination

### Weltmeisterschaften
- Morioka 1993: 38. Riesenslalom
- Sierra Nevada 1996: 26. Kombination, DNF Riesenslalom, DNF Slalom, DSQ Super-G
- Sestriere 1997: 20. Kombination, 50. Super-G, DNF Riesenslalom, DNF Slalom, DNS Abfahrt
- Vail/Beaver Creek 1999: DNF Slalom
- St. Anton 2001: 41. Slalom

### Juniorenweltmeisterschaften
- Geilo/Hemsedal 1991: 53. Slalom

### Weitere Erfolge
- Ein Podestplatz bei einem FIS-Rennen